# Landratsbezirk Darmstadt
Der Landratsbezirk Darmstadt war ein Landratsbezirk im Großherzogtum Hessen mit Sitz in Darmstadt und bestand von 1821 bis 1832. 1832 wurde er in „Kreis Darmstadt“ umbezeichnet.

## Geschichte

### Entstehung
Im Zuge der Verwaltungsreform von 1821 im Großherzogtum wurden auch auf unterer Ebene Rechtsprechung und Verwaltung getrennt und die Aufgaben der überkommenen Ämter in Landratsbezirken – zuständig für die Verwaltung – und Landgerichten – zuständig für die Rechtsprechung – neu organisiert. Der Landratsbezirk Darmstadt entstand dabei aus:
- der Residenzstadt Darmstadt,
- dem Amt Darmstadt mit Bessungen und
- einigen weiteren Siedlungsplätzen.[Anm. 1]

Die Rechtsprechung erster Instanz fand nun unabhängig von der Verwaltung des Landratsbezirkes durch das Stadtgericht Darmstadt statt.

### Auflösung
In der Gebietsreform 1832 wurden die Landratsbezirke aufgelöst und zu größeren Kreisen zusammengelegt. Deren Zuschnitt wurde kurz darauf mit einer weiteren Verordnung festgelegt. Der Landratsbezirk Darmstadt war insofern eine Ausnahme, als es hier zu keiner Zusammenlegung kam: Der „Landratsbezirk Darmstadt“ wurde einfach in „Kreis Darmstadt“ umbenannt.

## Personen
- Friedrich Hallwachs, Landrat 1821–1832

## Parallele Verwaltungen

### Finanzen
Der Bezirk gehörte zur Obereinehmerei Darmstadt und bestand aus der Distrikts-Einnehmerei Darmstadt mit Bessungen sowie zum Hauptzollamt Neu-Isenburg mit dem Nebenzollamt zu Darmstadt.

### Forst
Die Forstverwaltung des Landratsbezirks Darmstadt erfolgte über den Forst Darmstadt mit den folgenden vier Forstrevieren:
- Bessungen mit Darmstadt
- Kalkofen mit Arheilgen, Erzhausen, Weiterstadt und Wixhausen (sämtliche Orte aus dem Landratsbezirk Langen)
- Messel mit Münster und Urberach (aus den Landratsbezirken Langen und Offenbach)
- Steinbrücker Teich.

### Kirche
Die Kirchenverwaltung bestand aus dem Inspektorat Darmstadt mit allen evangelischen Pfarreien in Darmstadt und der lutherischen Pfarrei Bessungen. Die Häuser Einsiedel, Leimenhaus und Scheffthum gehörten zur Pfarrei Roßdorf des Inspektorats Reinheim. Die katholische Pfarrei war keinem Landkapitel zugeteilt.

## Historische Beschreibung
Die Statistisch-topographisch-historische Beschreibung des Großherzogthums Hessen berichtet 1829 über den Landratsbezirk Darmstadt:
- zur Lage:

„Residenz und Hauptstadt; liegt in einer von den Vorhöhen des Odenwalds, dem Rhein und Main begrenzten Eben, da wo die Straßen von Frankfurt durch die Bergstraße und vom Rhein durch den Odenwald sich durchkreuzen und unter dem 49° 52′ 24″ nördlicher Breite und unter dem 26° 19′ 30″ östlicher Länge, so wie 494 Hess. Fuß (0,25 m) über der Meeresfläche. Die Stadt ist der Sitz aller Central- Provinzial- und Bezirksbehörden des Großherzogihums, der Provinz und des Bezirks, hat mehr als 1 St. im Umfang und führt ihren Namen von dem Bächelchen Darm.“
- zur Bevölkerung:

„Diese betrug im Jahr 1828, mit Ausschluß des Militairs das nicht als wohnhaft angesehen werden kann. jedoch mit Einschluß der innerhalb der Stadtgemarkung gelegenen Gebäude 21,392 Seelen. Unter dieser Bevölkerung befinden sich: unter 14 Jahren, Knaben 3107; Mädchen 3131; über 14 Jahren, männliche 5522; weiblich 6293; in Fabriken, Inländer; 790 Ausländer 474; Dienstboten, und zwar: männlich Inländer 269; Ausländer 103; weiblich: Inländer 1421; Ausländer 282; im Ganzen männlichen Geschlechts 10,265; weiblichen Geschlechts 11,127. In den Jahren 1825, 1826 und 1827 betrug die Durchschnittssumme der Gebornen 696; der Kopulirten 132 Paar; der Gestorbenen 497. Von dieser Volkszahl gehören 4423 zur Hof- und Staatsdienerschaft; 8885 zur Bürgerschaft; 2933 sind Militairangehörige; 656 sind Tolerirte. Der Religion nach befinden sich unter dieser Einwohnerzahl 17.969 Lutheraner; 831 Reformirte, 2060 Katholiken und 532 Juden, welche 1267 Häuser bewohnen.“
- zur Religion:

„Die evangelisch lutherische Kirchengemeinde besteht aus 3 Pfarreien, der Hof- der Stadt- und der Garnisonspfarrei. Die Hofpfarrei ist mit 2 Geistlichen besetzt, die das Prädikat Hofprediger führen. Die Stadtpfarrei begreift die übrigen Einwohner mit Ausnahme des Militairs und ist mit 3 Geistlichen besetzt von welchen der erste zugleich Inspektor ist. Die Garnisonspfarrei umfaßt alle zum Militair gehörigen evangelisch, lutherischen Glaubensgenossen und hat einen Prediger. Die reformierte Kirchengemeinde erhielt 1770 freie Ausübung ihres Cultus und hat einen Prediger. Die katholische Kirchengemeinde hat 1790 freie Ausübung ihres Gottesdienstes erhalten. Diese Kirche hat einen Pfarrer der den Kaplan und den Garnisonsgeistlichen zu Gehülfen hat. Die Juden bilden einen eigenen konstituirten Religionstheil, deren Synagoge nur eine Ortssynagoge ist. Der Rabbiner ist Stadt- und Landbehörde.“
- zu Gewerbe und Handel:

„Die Hauptnahrungszweige sind Gewerbs-Industrie, Handel und Acker- und Gartenbau. Man findet hier 2 Tabaks- und 2 Wachslichterfabriken, eine Tapeten eine Silberwaaren, eine Schuhfabrik, eine Fabrik in gefärbtem Papier, sodann Kutschen-, Stuhl-, Regenschirm-, Stärke-, Zwirn-, Blumen- und Spielkartenfabrikanten; 2 Buchhandlungen, 8 Buchdruckereien, 3 Kupfer- und Steindruckereien; mehrere sehr geschickte Kupferstecher; ein litho- und ein zinkegraphisches Institut, von denen besonders das erstere, welches eine Staatsanstalt ist, herrliche Arbeiten liefert. Es werden hier vorzügliche mathematische und physikalische Instrumente verfertigt. 19 Instrumentenmacher fabriciren musikalische Instrumente, als Flöten, Klarinetten, Fagots, Orgeln, gute Bogeninstrumente, Fortepiano’s, Klaviere. Man findet ferner Graveurs, Gold- und Silberarbeiter. Lakirer, Vergolder, Goldsticker, Gewehr- und Feuerspritzenmacher, Glockengießer, Kupferschmiede, Kunstdreher, Hut- und Tuchmacher, Strumpfweber, Schönfärber und die übrigen Gewerbe in großer Menge. Der Gartenbau wird besonders stark getrieben. Der Handel ist blos auf Detail-Verkauf und auf Kramerei beschränkt. Wochenmärkte sind 2, sodann wöchentlich ein Frucht-, Heu- und Strohmarkt und 2 Jahrmärkte, von denen jeder 14 Tage dauert. Der Hof, die Behörden, die Garnison und die vielen Bauten geben viel Erwerb, so wie überhaupt in Darmstadt der größte Geldzufluß ist.“